# Facultad de Ciencias de la Salud (Universidad Pública de Navarra)
La Facultad de Ciencias de la Salud, también conocida por sus siglas FCCS, es un centro docente e investigador universitario de la Universidad Pública de Navarra situado en el Hospital Universitario de Navarra en Pamplona, y en donde se imparten estudios superiores sobre ciencias de la salud.

## Sede e instalaciones
La Facultad de Ciencias de la Salud de la Universidad Pública de Navarra tiene repartida su docencia en dos lugares. Su sede principal se encuentra en Pamplona pero no dentro de la sede de Arrosadia, sino que en el Hospital Universitario de la capital navarra. Más recientemente imparte docencia también el campus de Tudela.

## Docencia

### Titulaciones de Grado[3]
Esta facultad cuenta con los siguientes grados universitarios:
- Grado en Enfermería (Campus de Pamplona).
- Grado en Fisioterapia (Campus de Tudela).
- Grado en Psicología (Campus de Pamplona).
- Grado en Medicina (Campus de Pamplona).
- Grado en Ciencias de la Actividad Física y del Deporte (Campus de Pamplona)

### Titulaciones de Máster[4]
Esta facultad cuenta con los siguientes másteres universitarios:
- Máster Universitario en Promoción de Salud y Desarrollo Social.
- Máster Universitario en Investigación en Ciencias de la Salud.
- Máster Universitario en Salud Pública.
- Máster Universitario en Gestión de Cuidados de Enfermería.

### Otra formación
- Información general de los Cursos de Adaptación a los Grados (CAG) en la Universidad.[5]

También, a través de la Fundación-Sociedad, se imparten cursos de especialización.

## Dirección
El actual equipo está formado por:
- Decana: Almudena Sánchez Villegas
- Secretaria: María Josefa Pajares Villandiego

- Vicedecanos y vicedecanas:

- María Jesús Pumar Mendez, Vicedecana Responsable del Grado en Enfermería.
- Ana Beatriz Bays Moneo,  Vicedecana Responsable del Grado en Fisioterapia.
- José Javier López Goñi,  Vicedecano Responsable del Grado en Psicología.
- Tomás Belzunegui Otano, Vicedecano Responsable del Grado en Medicina.
- Alicia Alonso Martínez, Vicedecana Responsable del Grado en Ciencias de la Actividad Física y del Deporte
- Raquel Urtasun Alonso, Vicedecana de Calidad 
- Olga López de Dicastillo Sainz de Murieta, Vicedecana de Posgrado, Movilidad y Relaciones Institucionales 

## Departamentos
- Ciencias de la Salud.